# Deuterotinea instabilis
Deuterotinea instabilis is een vlinder uit de onderfamilie Eriocottinae van de familie Eriocottidae. De wetenschappelijke naam is voor het eerst geldig gepubliceerd in 1924 door Edward Meyrick.
De soort komt voor in Europa.